# Прароло
Прароло (італ. Prarolo, п'єм. Prareu) — муніципалітет в Італії, у регіоні П'ємонт, провінція Верчеллі.
Прароло розташоване на відстані близько 500 км на північний захід від Рима, 70 км на схід від Турина, 7 км на південний схід від Верчеллі.
Населення — 709 осіб (2014).
Щорічний фестиваль відбувається 15 серпня. Покровителька — Богородиця Небовзята.

## Демографія
Населення за роками:

Станом на 1 січня 2023 року в муніципалітеті офіційно проживали 63 іноземці з 11 країн, серед них 1 громадянин країн Євросоюзу та 1 громадянин України.

## Сусідні муніципалітети
- Азільяно-Верчеллезе
- Палестро
- Пеццана
- Верчеллі